# New World (album của Do As Infinity)
New World là album nguyên bản thứ hai của ban nhạc Do As Infinity, phát hành năm 2001. Đây là album đầu tiên của ban nhạc xếp vị trí thứ 1 trên bảng xếp hạng Oricon và tiêu thụ được 353,660 bản tại Nhật Bản. Album đã đưa danh tiếng của ban nhạc lên một tầm mới.

## Danh sách các bài hát
1. "New World" (Thế giói mới) (Phiên bản trong album)
2. "Guruguru" (Vòng quanh, vòng quanh)
3. "Desire" (Khát khao)
4. "We Are." (Chúng ta là)
5. "Snail" (Ốc sên)
6. "Eien" (永遠 Bất tận?)
7. "Rumble Fish"
8. "Holiday" (Ngày nghỉ)
9. "135"
10. "Wings 510"
11. "Summer days" (Những ngày hè)
12. "Yesterday & Today" (Hôm qua & hôm nay) (Strings Orchestrated)

## Vị trí trên bảng xếp hạng
| Xếp hạng (2001) | Thứ hạng | Thời gian trụ hạng |
| --------------- | -------- | ------------------ |
| Oricon Nhật Bản | 1        | 14 tuần            |